# Friedrich-Wilhelm Krüger
Friedrich-Wilhelm Krüger (ook Wilhelm Krüger), (Straatsburg, 8 mei 1894 – Gundertshausen (Eggelsberg), 10 mei 1945), was een Duitse functionaris van de NSDAP, SS-Obergruppenführer en generaal in de Waffen-SS en de politie. Hij was parlementslid voor de NSDAP in de Rijksdag.

## Het begin
Krüger was de zoon van Alfred Krüger en diens echtgenote Helene Glünder. Zijn vader werd later Oberst en commandant van het infanterieregiment Prinz Louis Ferdinand von Preußen. Zijn oudere broer was de latere SS-Obergruppenführer en Generaal in de Waffen-SS Walter Krüger.
Krüger verliet nog voor het eindexamen het humanistische gymnasium in Rastatt en volgde van 1909 tot 1913 de cadettenschool in Karlsruhe en Lichterfelde. Op 22 mei 1914 trad hij als Leutnant in dienst van het infanterieregiment Von Lützow in het Pruisische Leger. Bij dit regiment was Krüger gedurende de Eerste Wereldoorlog een pelotons- en compagniecommandant in een machinegeweer-compagnie en ordonnansofficier en regimentsadjudant. Hij raakte tijdens de oorlog drie keer gewond. Aan het einde van de oorlog had hij de rang van Oberleutnant.
In 1919 behoorde hij tot het Eisernen Flottille en in 1920 tot het vrijkorps Lützow. In mei 1920 nam hij ontslag uit dienst, waarna hij tot 1923 werkzaam was in een boekenhandel en bij een uitgeverij. Van 1924 tot 1928 werkte hij als bestuurslid bij de Berlijnse afvalverwijderaar Müllabfuhr AG. In 1929 werkte hij als zelfstandig handelaar. Op 16 september 1922 trouwde Krüger met Elisabeth Rasehorn. Uit dit huwelijk kwamen twee zonen voort en zij namen drie pleegkinderen.

## Carrière
In november 1929 werd Krüger lid van de NSDAP (nr.: 171 199). Nadat hij vooreerst in februari 1931 in de SS (SS-nr.: 6123) toegetreden was, wisselde hij in april 1931 deze weer voor de SA.
Dankzij zijn vriend Kurt Daluege werd hij in 1932 SA-Gruppenführer in de persoonlijke staf van de SA-stafchef Ernst Röhm. In 1932 werd hij in de Rijksdag gekozen als afgevaardigde van de NSDAP voor het kiesdistrict 5 (Frankfurt aan de Oder); hij bleef dit tot 1945. Hij nam het trainingssysteem in de SA over en werd in juni 1933 tot SA-Obergruppenführer bevorderd. Na de Nacht van de Lange Messen, keerde hij terug naar de SS, waarbij hij zijn rang van Obergruppenführer behield.
Wegens zijn ambitie en loyaliteit aan de partij werd hij door Heinrich Himmler op 4 oktober 1939 tot Höhere SS- und Polizeiführer (HSSPF Ost) in het Generaal-gouvernement benoemd. Daarmee werd hij de machtigste man in bezet Polen. Krüger was verantwoordelijk voor talrijke oorlogsmisdaden, voor de vernietigingskampen, de dwangarbeidsinzet en de inzet van de politie en SS bij het opruimen van de getto's en het neerslaan van de opstand in het getto van Warschau. Verder was hij verantwoordelijk voor het doorvoeren van de Aktion Erntefest en de partizanenbestrijding in het Generaal-gouvernement, terreur jegens de Poolse burgerbevolking, massale schietpartijen, de vernietiging van de Poolse leidinggevende klasse (AB-Aktion) en de verdrijving van 100.000 Poolse boeren uit het gebied in de Aktion Zamość. In mei 1942 fungeerde Krüger als staatssecretaris voor de veiligheidsdiensten in het Generaal-gouvernement.
Bevoegdheidsgeschillen met gouverneur-generaal Hans Frank leidden op 9 november 1943 tot zijn ontslag. Vanaf november 1943 tot april 1944 commandeerde Krüger de 7. SS-Freiwilligen-Gebirgs-Division Prinz Eugen in bezet Joegoslavië. Aansluitend nam hij het commando van de 6. SS-Gebirgs-Division Nord over en was hij van augustus 1944 tot februari 1945 opperbevelhebber van het V. SS-Freiwilligen-Gebirgskorps. In februari 1945 was hij Himmlers gevolmachtigde voor het Duitse Südost-Front, in april en mei 1945 commandeerde hij een Kampfgruppe van de Ordnungspolizei in de Heeresgruppe Süd, die vanaf 1 mei 1945 als Heeresgruppe Ostmark werd aangeduid.
Krüger werd door de Amerikaanse troepen krijgsgevangene gemaakt en pleegde op 10 mei 1945 in het Oostenrijkse Gundertshausen zelfmoord, twee dagen na zijn 51e verjaardag.

## Rangen
Krüger bekleedde verschillende rangen in zowel de Allgemeine-SS als Waffen-SS. De volgende tabel laat zien dat de bevorderingen niet synchroon liepen.
| Datum                                                                  | Deutsches Heer | Sturmabteilung       | Allgemeine-SS        | Waffen-SS               | Polizei                | Generaal-gouvernement |
| ---------------------------------------------------------------------- | -------------- | -------------------- | -------------------- | ----------------------- | ---------------------- | --------------------- |
| 22 maart 1914 (zonder Patent, later van 22 juni 1914 Patent toegekend) | Leutnant       | —                    | —                    | —                       | —                      | —                     |
| 1919 - 1920                                                            | Oberleutnant   | —                    | —                    | —                       | —                      | —                     |
| Augustus 1930                                                          | —              | —                    | SS-Anwärter          | —                       | —                      | —                     |
| 1 februari 1931                                                        | —              | —                    | SS-Mann              | —                       | —                      | —                     |
| 16 maart 1931                                                          | —              | —                    | SS-Sturmführer       | —                       | —                      | —                     |
| 3 april 1931                                                           | —              | SA-Sturmführer       | —                    | —                       | —                      |                       |
| 31 juli 1932                                                           | —              | —                    | SA-Oberführer        | —                       | —                      | —                     |
| 3 april 1931 - 10 september 1931                                       | —              | SA-Gruppenführer     | —                    | —                       | —                      | —                     |
| 27 juni 1933 - 1934                                                    | —              | SA-Obergruppenführer | —                    | —                       | —                      | —                     |
| 25 januari 1935                                                        | —              | —                    | SS-Obergruppenführer | —                       | —                      | —                     |
| 8 augustus 1941                                                        | —              | —                    | —                    | —                       | Generaal in de politie | —                     |
| 7 mei 1942                                                             | —              | —                    | —                    | —                       | —                      | Staatssekretär        |
| 8 juli 1944 (met ingang van 20 mei 1944)                               | —              | —                    | —                    | General in de Waffen-SS | —                      | —                     |

## Decoraties
Selectie:
- Ridderkruis van het IJzeren Kruis op 22 oktober 1944 als SS-Obergruppenführer / General der Waffen-SS und Polizei en commandant van het 6.SS-Gebirgs-Division "Nord"[18][19][20][21][22]
- IJzeren Kruis 1914, 1e Klasse (17 februari 1915)[23] en 2e Klasse[24]
- Ridderkruis in de Huisorde van Hohenzollern met Zwaarden op 25 april 1918[23][6]
- Kruis voor Militaire Verdienste met Oorlogsdecoratie in herfst 1916 - 1917[6]
- Gouden Ereteken van de NSDAP[10] op 30 januari 1939[18][24][25][6]
- Grootofficier in de Orde van de Kroon met Ster in mei 1939[6]
- Grootofficier in de Orde van de Italiaanse Kroon in januari 1940[6]
- Kruis voor Oorlogsverdienste, 1e en 2e Klasse met Zwaarden op 20 april 1942[18][24][25][23][10][6]
- Grootkuis in de Orde van het IJzeren Drieblad[6]